# Гжеськовяк, Алиция
Алиция Гжеськовяк (пол. Alicja Grześkowiak, род. 10 июня 1941, Свирж, Львовская область) — польская государственный и политический деятель, член Сената Республики Польша I, II, III и IV созывов (1989—2001), Вице-маршал Сената II созыва (1991—1993), Маршал Сената IV созыва (1997—2001).

## Биография
Родилась 10 июня 1941 года в селе Свирж, Львовская область, Украинская ССР, СССР.
Окончила юридический факультет Университета Николая Коперника в 1971 году, после чего прошла стажировку в университете Сапиенца. В 1990 году стала профессором Люблинского католического университета. В следующем году она вернулась в Университет Николая Коперника также в качестве профессора, ведя свою преподавательскую деятельность до 2010 года.
В 1980 году присоединилась к профсоюзу Солидарность. В 1989 году она была избрана в Сенат Польши и переизбирался на этот пост в 1991 и 1993 годах. В течение своих первых трёх сроков она работала в Конституционном комитете и Комитете по правам человека и верховенству закона.
В 1997 году она была переизбрана на четвёртый срок и была назначена маршалом Сената. После истечения срока полномочий в 2001 году, она решила больше не выдвигать свою кандидатуру, сосредоточившись преподавательской деятельности. Она также работала советником в Папской академии жизни и Папском совете по делам семьи.